# رودني دانجيرفيلد
رودني دانجيرفيلد (بالإنجليزية: Rodney Dangerfield)‏ مواليد 22 نوفمبر 1921 في دير بارك، الولايات المتحدة - الوفاة 5 أكتوبر 2004 في وست وود، كاليفورنيا، الولايات المتحدة، هو ممثل وكاتب سيناريو أمريكي.

## الأعمال

### أفلام
- القتل
- قتلة بالفطرة
- كاسبر

### مسلسلات
- عائلة سيمبسون (1996)
- فجأة سوزان (1996)
- تحسين المنزل (1997)

## وصلات خارجية
- رودني دانجيرفيلد على موقع IMDb (الإنجليزية)
- رودني دانجيرفيلد على موقع الموسوعة البريطانية (الإنجليزية)
- رودني دانجيرفيلد على موقع ألو سيني (الفرنسية)
- رودني دانجيرفيلد على موقع ميوزك برينز (الإنجليزية)
- رودني دانجيرفيلد على موقع تيرنر كلاسيك موفيز (الإنجليزية)
- رودني دانجيرفيلد على موقع أول موفي (الإنجليزية)
- رودني دانجيرفيلد على موقع قاعدة بيانات برودواي على الإنترنت (الإنجليزية)
- رودني دانجيرفيلد على موقع قاعدة بيانات برودواي على الإنترنت (الإنجليزية)
- رودني دانجيرفيلد على موقع قاعدة بيانات الأفلام السويدية (السويدية)
- رودني دانجيرفيلد على موقع إن إن دي بي (الإنجليزية)
- الموقع الرسمي